# David Heywood Anderson
David Heywood Anderson CMG (* 14. September 1937 in Huddersfield, Yorkshire) ist ein britischer Jurist und Diplomat. Er war mehr als drei Jahrzehnte lang im britischen Außenministerium tätig und wirkte von 1996 bis 2005 als Richter am Internationalen Seegerichtshof.

## Leben
David Anderson wurde 1937 in Huddersfield geboren und studierte Rechtswissenschaften an der University of Leeds, an der er 1958 einen LL.B.-Abschluss erwarb. Zwei Jahre später beendete er sein Studium an der London School of Economics mit dem Master of Laws (LL.M.). Danach war er bis 1969 im britischen Außenministerium als Justiziar tätig. Von 1969 bis 1972 wirkte er in gleicher Funktion in der britischen Botschaft in Bonn. Anschließend kehrte er in das Außenministerium zurück und fungierte dort von 1972 bis 1979 sowie von 1982 bis 1987 als Rechtsberater. Die gleiche Funktion hatte er zwischenzeitlich von 1979 bis 1982 auch bei der ständigen Vertretung sines Heimatlandes beim UN-Hauptquartier in New York inne. Bis 1996 wirkte er dann in leitenden Justiziarpositionen im Außenministerium.
In den 1970er Jahren vertrat er Großbritannien in mehreren Fällen vor dem Internationalen Gerichtshof in Den Haag beziehungsweise dem Europäischen Gerichtshof und dem Europäischen Gerichtshof für Menschenrechte. Er war darüber hinaus Mitglied der Delegation seines Heimatlandes zu verschiedenen internationalen Konferenzen, so unter anderem 1969 bei den Verhandlungen zum Wiener Übereinkommen über das Recht der Verträge und bei verschiedenen Seerechtstagungen. Ab 1995 hatte David Anderson eine Gastprofessur an der University of Durham und von 1996 bis 2001 auch am University College London. Im Oktober 1996 wurde er zum Richter am neu entstandenen Internationalen Seegerichtshof in Hamburg berufen, an dem er bis 2005 tätig war. Mit der Arbeit des Gerichtshofs blieb Anderson aber weiterhin verbunden. So wurde er am 4. November 2013 als Ad-hoc-Richter in dem Verfahren zwischen den Niederlanden und Russland um die Festsetzung der Arctic Sunrise vereidigt.
David Anderson wurde 1982 zum Companion des Order of St. Michael and St. George ernannt.

## Publikationen (Auswahl)
- Modern Law of the Sea: Selected Essays. Leiden und Boston 2007
- Diverse Beiträge in: Max Planck Encyclopedia of Public International Law. Herausgegeben vom Max-Planck-Institut für ausländisches öffentliches Recht und Völkerrecht, online unter www.mpepil.com